# Lode, Cambridgeshire
Lode är en ort och civil parish i Storbritannien.   Den ligger i distriktet East Cambridgeshire i grevskapet Cambridgeshire i riksdelen England, i den sydöstra delen av landet, 90 km norr om huvudstaden London. Lode ligger 8 meter över havet och antalet invånare är 913.
Terrängen runt Lode är platt.Runt Lode är det ganska tätbefolkat, med 149 invånare per kvadratkilometer. Närmaste större samhälle är Cambridge, 9,8 km sydväst om Lode. Trakten runt Lode består till största delen av jordbruksmark.